# Station Grochowiska
Station Grochowiska is een spoorwegstation in de Poolse plaats Grochowiska.